# 2366 Аарін
2366 Аарін (1981 AC1, 1934 CC1, 1949 PJ, 1971 DR, 1973 YM1, 1976 QP1, 1976 SM8, 1978 ET2, 1979 OK7, 2366 Aaryn) — астероїд головного поясу, відкритий 10 січня 1981 року.
Тіссеранів параметр щодо Юпітера — 3,624.